# De Partizanen (televisieserie)
De Partizanen is een driedelige Nederlandse televisieserie uit 1994 van de publieke omroep KRO en theatergezelschap De Trust. De serie werd geregisseerd door Theu Boermans, en hoofdrollen waren weggelegd voor onder andere Huub Stapel, Rik Launspach en André van den Heuvel. De serie is een bewerking van het boek De Bospartizanen van Baarlo, geschreven in 1980 door Jan Derix, en gebaseerd op een waargebeurd verhaal.
In het zicht van de bevrijding maakt een groepje onervaren verzetsstrijders meer dan dertig Duitsers tot krijgsgevangenen. Als de Gestapo lucht krijgt van hun onderneming, worden ze gedwongen met de gevangenen van schuilplaats naar schuilplaats te vluchten.

## Verhaal
Het verhaal speelt zich wisselend af in de nadagen van de Tweede Wereldoorlog (september, oktober en november 1944) in bezet gebied (Noord-Limburg) en in de jaren negentig van de 20e eeuw.
Vijftig jaar na het einde van Tweede Wereldoorlog probeert Thomassen (Boermans), een radioverslaggever, het ware verhaal te achterhalen van wat er zich in de herfst van 1944 afspeelde rondom een Limburgse verzetsgroep in de Peel. Hij zoekt de verzetsleden Hendrik, Els en Sjoester op, en spreekt ook met Günther, een van de eerste Duitse gevangenen. Het wordt snel duidelijk dat de herinneringen van de overlevenden tegenstrijdig zijn. Thomassen concludeert dat de vijfde overlevende, Rokus (Launspach), de sleutel moet hebben tot het ontrafelen van het ware verhaal over de executie van de twee SS-officieren en de dood van Joost, een van de verzetsstrijders.
Het verhaal dat Thomassen stukje bij beetje weet te verzamelen, begint in september 1944. Een Limburgse verzetsgroep onder leiding van Hendrik heeft een arsenaal aan wapens buitgemaakt. Ze weten de lokale pastoor ervan te overtuigen om een Mariaprocessie te organiseren, zodat de wapens via de wagen met het Mariabeeld erop onopgemerkt in veiligheid gebracht kunnen worden. De groep verstopt de wapens in de boerderij van de ouders van een van de verzetsgroepsleden. Vanaf het moment dat er op een dag vier Duitsers het erf op wandelen, besluiten de partizanen om hen te overmeesteren en hen op te sluiten. In de veronderstelling dat Nederland elk moment bevrijd kan worden, weet de groep op deze manier meer dan dertig Duitse soldaten te ontwapenen. Ze houden de gevangen vervolgens vast in een kamp in de Peel, totdat deze aan de geallieerden kunnen worden uitgeleverd.
Maar de geallieerden worden verslagen bij de Slag om Arnhem, de frontlinies worden immobiel gemaakt en de partizanen belanden in een gevaarlijke situatie. De gevangenen Beck en Kowalik, vermoedelijk SS'ers, jutten de andere gevangenen zodanig op dat er wordt besloten om de twee te executeren. Dit besluit, en de uitvoering ervan, zorgt voor onderlinge spanningen binnen de verzetsgroep. Wanneer een van de gevangenen weet te ontsnappen, moet de groep het kamp verlaten en op zoek naar een nieuwe schuilplaats in het bos. Dit wordt gevonden in de vorm van een ondergronds stropershol. Door de kou en het vocht worden zowel de gevangenen als de verzetsleden ziek, en slaat de wanhoop toe. Half november wordt het hol ontdekt door een Amerikaanse pantserdivisie, en kunnen de gevangenen alsnog aan de geallieerden worden overgedragen.

## Rolverdeling
| Acteur               | Personage     |
| -------------------- | ------------- |
| Huub Stapel          | Hendrik       |
| Frans Keulen         | Oude Hendrik  |
| Rik Launspach        | Rokus         |
| Cas Baas             | Oude Rokus    |
| Sylvia Poorta        | Els           |
| Joanna Geldof        | Oude Els      |
| Dirk Roofthooft      | Sjoester      |
| André van den Heuvel | Oude Sjoester |
| Nikolaus Neureiter   | Günther       |
| Heinrich Sauer       | Oude Günther  |
| Theu Boermans        | Thomassen     |
| Mathias Herrmann     | Beck          |
| Christoph Hemrich    | Kowalik       |
| Mark Ram             | Joost         |
| Jaap Spijkers        | Pie           |

## Achtergrond
- De serie heeft een authentiek karakter vanwege de dialogen in Limburgs dialect.
- Ook regisseur Boermans heeft een rol in de serie (Thomassen).
- Op 25 maart 2008 kwam de serie uit op dvd en in mei 2008 werd de serie herhaald door de KRO op Nederland 2.

## Prijzen
De serie won in 1995 twee Gouden Kalveren: voor beste tv-drama en voor beste acteerprestatie in een tv-drama (Huub Stapel).